# Cal Carreter (Sant Bartomeu del Grau)
Cal Carreter és un edifici de Sant Bartomeu del Grau (Osona) inclòs a l'Inventari del Patrimoni Arquitectònic de Catalunya.

## Descripció
Es tracta d'un edifici de dos pisos, de planta rectangular allargada, amb les corts i el garatge a banda i banda del cos de la casa, formant un conjunt que sembla tenir tres naus. La part habitada de la casa és la central, més alta que les dues naus laterals, cosa que deixa obrir finestres als murs laterals. La construcció és pobre, de pedres irregulars i molt morter. Arrebossada exteriorment, es conserva en mal estat.